# Заболотовка (Курская область)
Заболотовка — деревня в Глушковском районе Курской области. Входит в состав Коровяковского сельсовета.

## География
Деревня находится на реке Ведьма (левый приток Сейма), в 3,5 км от российско-украинской границы, в 132 км к юго-западу от Курска, в 17 км к западу от районного центра — посёлка городского типа Глушково, в 1,5 км от центра сельсовета — села Коровяковка.
Улицы
В деревне улицы: Заречная, Зелёная, Первомайская и Подлесовская.
Климат
Заболотовка, как и весь район, расположена в поясе умеренно континентального климата с тёплым летом и относительно тёплой зимой (Dfb в классификации Кёппена).
Часовой пояс
Деревня Заболотовка, как и вся Курская область, находится в часовой зоне МСК (московское время). Смещение применяемого времени относительно UTC составляет +3:00.

## Население
| 2002 | 2010 |
| ---- | ---- |
| 387  | ↘272 |

## Инфраструктура
Личное подсобное хозяйство. В деревне 276 домов.

## Транспорт
Заболотовка находится на автодорогe регионального значения 38К-040 (Хомутовка — Рыльск — Глушково — Тёткино — граница с Украиной), в 0,5 км от автодороги межмуниципального значения 38Н-163 (Коровяковка — Тяжино), в 12,5 км от ближайшей ж/д станции Тёткино (линии Хутор-Михайловский — Ворожба, Ворожба — Волфино). Остановка общественного транспорта.
В 173 км от аэропорта имени В. Г. Шухова (недалеко от Белгорода).